# Artakses I
Artakses I, Artaszes I (orm. Արտաշես Առաջին) – król Armenii w latach 189-160 (165?) p.n.e. Założyciel dynastii Artaksydów.

## Panowanie
Po klęsce Antiocha III pod Magnezją w 190 r. p.n.e. satrapa Armenii Artakses podniósł bunt przeciwko Seleucydom. Rzym uznał niezależność państwa, co pozwoliło Artaksesowi na używanie tytułu króla Armenii Większej, a drugiemu zbuntowanemu satrapie Zariadresowi na samodzielne rządy w Sofene (Armenii Mniejszej). Założył nową stolicę dla swojego państwa Artaksatę. Udzielił schronienia Hannibalowi, gdy pokonany Antioch III nie mógł mu zagwarantować dalszego pobytu. W 165 r. p.n.e. został wzięty do niewoli przez Antiocha IV Epifanesa, który zaatakował Armenię w czasie swojej wyprawy przeciwko Partom.

## Potomstwo
Z córką króla irańskich Alanów Sateniką miał sześciu synów:
- Artawazdes I (Artavazd),
- Vruyr,
- Mazhan
- Zariadres
- Tiran
- Tigranes I (Tigran)